# Ha (reine)
Pour les articles homonymes, voir Ha.
Ha est peut-être une reine de l'Égypte antique au cours de la période Naqada III. Elle a peut-être été mariée au roi Ka.

## Attestations
| M16 | N41 · N35 | G5 |

| M16 | N41 · N35 | G5 |

| D28 |

| D28 |

| D28 |

| D28 |

| D28 |

| D28 |

| D28 |

| D28 |

Des jarres cylindriques portant l'inscription « Ha, épouse de l'Horus Ka » ont été découverts à Abydos (puits B7 de la tombe de Ka à Oumm el-Qa'ab) et à Tarkhan, ce qui ferait d'elle la plus ancienne reine égyptienne attestée. Il est à noter que cette reine n'est mentionnée par aucun ouvrage récent.

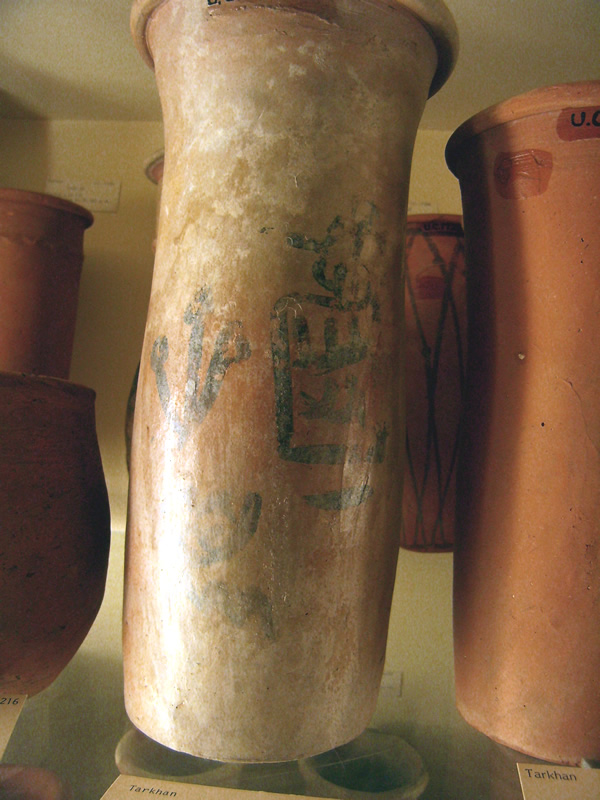
Récipient cylindrique découvert dans la tombe 261 à Tarkhan et mentionnant la reine Ha avec le serekh de Ka - Musée Petrie, Londres (UC 16072).